# Nabatéens
Les Nabatéens (en arabe : الأنباط al-Anbɑːṭ ou  النبطيون) étaient un peuple  arabe commerçant de l'Antiquité qui vivait au sud de la Jordanie et de Canaan ainsi que dans le nord de l'Arabie. 
Après la chute de l'Empire séleucide, ils étendirent leur territoire vers le nord jusqu'à la région de Damas. Les auteurs grecs et latins mentionnent leur royaume sous le nom d'« Arabie », tandis que Flavius Josèphe utilise plutôt celui de « Nabatène ». Leur territoire était frontalier de la Syrie, du nord de la mer Rouge et de la péninsule Arabique, et s'étendait aussi vers l'Euphrate. À la suite de l'intervention de Pompée (64 av. J.-C.), le royaume nabatéen devint un royaume client de Rome, mais il conserva une large autonomie. Sa capitale était la cité de Pétra, située aujourd'hui en territoire jordanien, dont les grandioses monuments sont taillés dans la roche (tombeaux, temples, théâtre).
Le commerce, grâce à la domestication du dromadaire, se faisait sur les pistes venant du sud de l'Arabie, en transitant par des points d'eau et des oasis où se pratiquait alors une agriculture intensive. Les frontières de cet ensemble ne sont pas connues très précisément. Les Nabatéens faisaient principalement commerce des produits de l'Arabie heureuse en direction de la Syrie et de l'Empire romain, mais aussi vers les pays situés à l'est de l'Euphrate.
En 106 de notre ère, l'empereur romain Trajan annexa directement ce royaume à l'Empire, créant la province romaine d'Arabie, dont le monopole commercial et la culture finirent par se dissoudre.

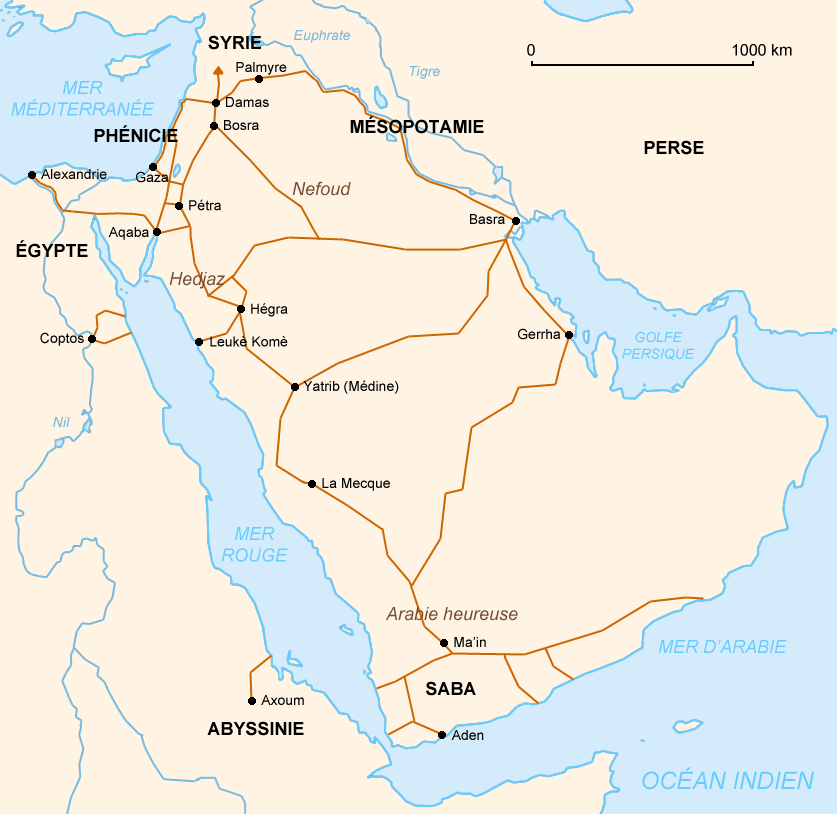
Les routes commerciales terrestres des Nabatéens.

## Histoire

### Origines
L'origine des Nabatéens est encore obscure. Le débat reste ouvert pour savoir si les Nabatéens apparaissent dans les annales assyriennes et dans la Bible, ce qui pourrait préciser leur origine géographique. En se fondant sur une similarité de nom, saint Jérôme propose un lien avec la tribu Nebaioth (en) issue de « Nebayot » (hébreu : נְבָיוֹת Nəḇāyōṯ, arabe : نابيوت ou نبط Nabit), l'aîné des douze fils d'Ismaël mentionné dans la Genèse, mais les historiens modernes sont prudents quant à cette interprétation. L'origine des premiers Nabatéens reste donc mal connue. Une autre hypothèse rapproche leur nom du mot hébreu nabata. À l'époque du roi assyrien Tiglath-Phalazar III, les Hébreux appellent ainsi les Araméens, puis le mot désigne les tribus arabes nomades payant tribut au roi Assurbanipal.
On estime que les Édomites sont venus occuper le site de Pétra dès le Ier millénaire avant notre ère. Ils occupent et aménagent les hauteurs d'Umm el-Biyara, où l'on a retrouvé des vestiges d'habitations et de citernes datés du VIIe siècle av. J.-C. Ils produisent des textiles et des céramiques de qualité et possèdent une certaine maîtrise dans le travail des métaux.
En Judée, avec la captivité à Babylone (à partir de 586 av. J.-C.), débute une époque sans pouvoir franchement établi. Les Édomites s'emparent du sud de la Judée, mais plus au Sud et à l'Est, les Nabatéens poursuivent leurs activités commerciales et occupent vraisemblablement sans heurts les territoires délaissés par ces derniers. C'est en effet de cette époque que datent les premières inscriptions nabatéennes sur le territoire édomite. Cette évolution, dont la date précise est inconnue, les rend maîtres des côtes du golfe d'Aqaba et de l'important port d'Elath.
Hérodote mentionne un « roi des Arabes » allié des Perses qui aurait aidé Cambyse II à conquérir l'Égypte. Il pourrait s'agir des Nabatéens. Selon Agatharchide, au IIIe siècle av. J.-C., les Nabatéens pratiquent la piraterie et le brigandage sur les routes commerciales reliant l'Égypte à l'Orient, jusqu’à ce que les Ptolémées mettent fin à leurs attaques. Parfaitement nomades, ils ne possèdent alors ni terres cultivées ni habitations en dur, mais ont déjà des sanctuaires fixes, ainsi que le refuge inaccessible de la roche d'Umm el-Biyara qui domine Pétra. Les parallèles conceptuels et les similitudes stylistiques entre les tombeaux de Pétra et les monuments funéraires de communautés qui se sont sédentarisées en Arabie centrale, à Qaryat al-Fau et à Mleiha, et dans la région des Émirats arabes unis, ont permis à l'archéologue français Michel Mouton de suggérer que les Nabatéens ont une origine dans la péninsule arabique.
Les Nabatéens subissent très tôt l'influence culturelle étrangère, notamment araméenne. La langue araméenne continue à être utilisée sur leurs monnaies et leurs inscriptions lorsque la tribu se constitue en royaume. Celui-ci profite de l'affaiblissement des Séleucides pour étendre son territoire vers le Nord, sur les terres fertiles de l'Est de la Jordanie. C'est en syriaque, un dialecte de l'araméen, que les Nabatéens écrivent une lettre au roi juif hasmonéen Antigone II Mattathiah (mort vers 37 av. J.-C.).
Vers le IVe siècle avant notre ère, les Nabatéens supplantent les Iduméens, et Pétra remplace Bosra, la capitale des Iduméens (Bseira, entre Tafileh et Chôbak). Quand vers 312 av. J.-C. Antigone le Borgne entreprend une expédition contre eux, ils sont décrits comme une peuplade nomade d'environ 10 000 membres. Les Nabatéens s'étendent peu à peu dans le pays de Moab et jusqu'en Damascène.
En 169 av. J.-C., le roi Arétas Ier, pour ménager le roi séleucide Antiochos IV, refuse de donner asile au grand-prêtre d'Israël Jason, et l'arrête quand il est contraint de quitter le Temple de Jérusalem.
Les Nabatéens soutiennent les Macchabées lorsque ceux-ci parviennent à se rendre indépendants. Toutefois, les progrès des Nabatéens à l'Est du Jourdain les font entrer en conflit avec les Juifs. 
En 96 av. J.-C., lorsque Alexandre Jannée isole Gaza, Arétas II veut secourir la ville, mais elle tombe au bout d'un an de siège avant que les Nabatéens ne se soient mis en mouvement. Alexandre Jannée se tourne alors vers la Transjordanie, fait démolir Amathonte et soumet les montagnes de Galaad. Mais Arétas II, ou son successeur Obodas Ier, lui tend une embuscade au moment où il attaque le plateau du Golan. Moab et Galaad passent alors sous contrôle nabatéen (93 av. J.-C.). 
Ceux-ci occupent la région de l'Hauran, et autour de 85 av. J.-C., leur roi Arétas III devient seigneur de Damas et Cœlé-Syrie. « Nabatéens » devient le nom arabe pour « Araméens », à la fois en Syrie et en Irak. Ce fait est à tort utilisé pour prouver que les Nabatéens sont des immigrés araméens venant de Babylone. Des noms appropriés sur leurs inscriptions suggèrent que ce sont des Arabes qui ont évolué sous l'influence araméenne. Selon Starcky[Qui ?], les Nabatu du sud de l'Arabie sont leurs ancêtres. Cependant, différents groupes nabatéens écrivent leurs noms de manière significativement différente. Pour cela, les archéologues évitent de dire qu'ils sont tous de la même tribu, ou qu'un des groupes constitue les Nabatéens d'origine.

### Période gréco-romaine

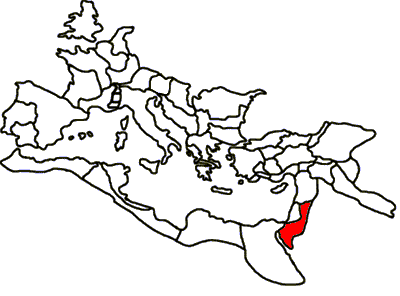
La province romaine d'Arabie pétrée, créée à la place du royaume nabatéen.

La cité de Pétra est construite au Ier siècle av. J.-C., au temps de la splendeur hellénique, et atteint rapidement son maximum de population avec environ 20 000 habitants. Les Nabatéens sont alors les alliés des premiers Hasmonéens dans leur lutte contre les rois séleucides, mais ils deviennent ensuite les rivaux des dynasties judéennes. Le roi hasmonéen Alexandre Jannée envahit Moab et Galaad, à la suite de quoi beaucoup de Nabatéens sont convertis de force au judaïsme. Mais lorsque le roi Obodas est prévenu d'une attaque imminente d'Alexandre Jannée, il lui tend un piège près du Gaulan et anéantit l'armée israélite.
Ces frictions sont l'une des raisons qui incitent le consul romain Pompée à intervenir en Judée. En 62 av. J.-C., Pétra est assiégée par l'armée romaine. Le prêteur Marcus Aemilius Scaurus accepte de lever le siège contre une somme de 300 talents. L'échec est dû aux difficultés du terrain et au manque de ressources. Hyrcan II, qui est l'ami du roi Arétas III, est envoyé par Scaurus pour négocier la paix. Arétas accepte et obtient de garder son territoire, y ajoutant même Damas, mais devient vassal de Rome.
Sous Malichos Ier, en 32 av. J.-C., le roi de Judée Hérode Ier le Grand déclare la guerre aux Nabatéens avec l'appui de la reine Cléopâtre VII. Il saccage et pille la Nabatène avec sa cavalerie et occupe Tell al-Achari. Les Nabatéens se retirent jusqu’à Qanaouat (Qanawat, aujourd'hui en Syrie). Athenio, le général de Cléopâtre, envoie les habitants de cette ville attaquer les forces d'Hérode, qui fuient vers Ormiza. Mais un an plus tard, ces forces battent les Nabatéens.
Un tremblement de terre en Judée encourage les Nabatéens à se soulever. Ils envahissent la Judée, mais Hérode traverse le Jourdain à Philadelphia (Amman) et reprend du terrain. Les deux camps se retranchent. Les Nabatéens commandés par Elthemus n'engageant pas le combat, mais Hérode passe à l'attaque et défait les Nabatéens. Les survivants s'enfuient, Hérode les poursuit, les encercle et en capture une partie. Les derniers résistants proposent à Hérode 500 talents contre la paix, mais il rejette leur offre. Les Nabatéens sont forcés de sortir de leurs retranchements pour chercher de l'eau, mais sont battus lors de cette tentative.
Sous l'Empire romain, la Nabatène continue à prospérer au cours du Ier siècle. Ses habitants fondent la ville de Hégra, dans le Hedjaz, à l'Est d'un port qui n'est pas encore localisé. Leur royaume s'étend sur une grande partie de l'Arabie, de la mer Rouge au Yémen, et sur la Jordanie. Malgré un déclin dû à l'émergence de la route commerciale entre Myos Hormos (Myoshormus) et Coptos sur le Nil, Pétra reste un centre commercial cosmopolite. Soumis à la Pax Romana, les Nabatéens perdent leurs habitudes guerrières et pastorales, et deviennent un peuple pacifique voué au commerce et à l'agriculture.
Le long règne du roi nabatéen Arétas IV (9 av. J.C. - 40 apr. - J.C.) voit la construction des célèbres façades monumentales de Pétra et de Hégra sculptées dans la roche. En 36, Arétas IV, furieux que sa fille Phasaélis ait été répudiée par Hérode Antipas pour épouser la célèbre Juive Hérodiade, entre en conflit avec les Juifs sur les territoires disputés de l'ancienne tétrarchie de Philippe le Tétrarque, fils d'Hérode le Grand, et notamment de Gamala. Selon Flavius Josèphe, l'armée d'Hérode Antipas est « taillée en pièces, à cause de la trahison de transfuges qui, tout en appartenant à la tétrarchie de Philippe (Hérode Philippe qui vient de mourir en 34), étaient au service d'Hérode (Antipas) ». Cette trahison intervint « en juste vengeance de Jean surnommé Baptiste  » (Jean-Baptiste) qui avait été exécuté par Hérode Antipas.
Sous Trajan, l'influence de Pétra décline. Les Nabatéens perdent leur autonomie lorsque leur royaume devient la province romaine d'Arabie pétrée (106 apr. J.-C.).
Au IVe siècle, ils se convertirent au christianisme. Au VIIe siècle, les nouveaux envahisseurs arabes, de plus en plus puissants dans la péninsule, trouvent les derniers Nabatéens devenus fellahs, ou paysans, qui refusent un temps de se convertir à l'islam, affirmant qu'ils sont les descendants de Jésus de Nazareth.

## Culture

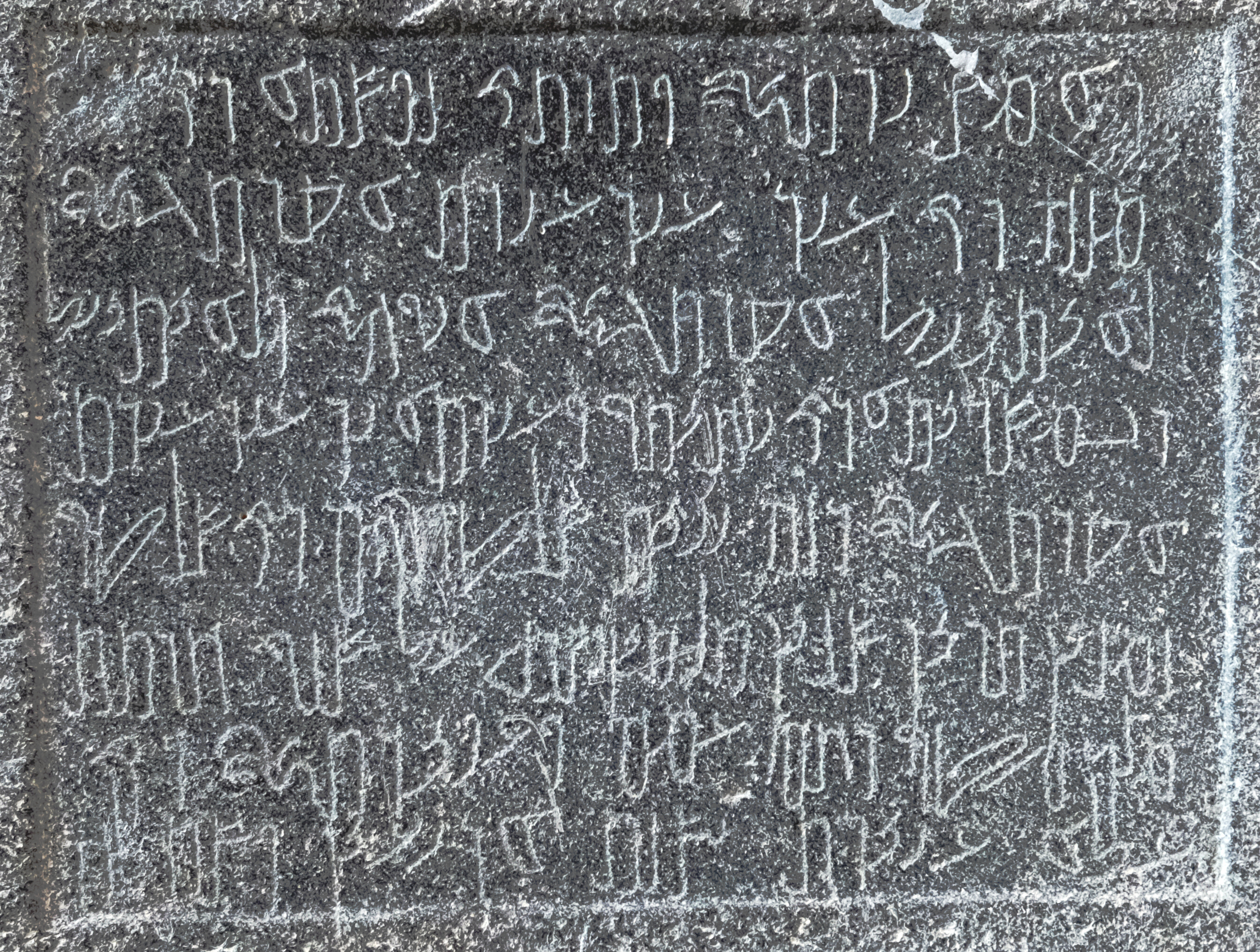
Inscription funéraire nabatéenne (37 apr. J.-C., Madaba, Jordanie). Musée du Louvre.

La culture nabatéenne est connue grâce à des milliers d'inscriptions retrouvées dans toute la région. Nous n’avons pas trace d'une véritable littérature écrite, mais les lettrés devaient être essentiellement des prêtres et des scribes. L'analyse onomastique indique que la culture nabatéenne pourrait avoir inclus de nombreuses composantes ethniques.
C'est à Pétra, capitale de la Nabatène, que furent taillées sous le règne d'Arétas IV (9 av. J.-C. - 40 apr. J.-C.) les fameuses façades monumentales du défilé du Sîq. Ces œuvres magnifiques, qui sont des entrées de tombeaux, témoignent de plusieurs influences architecturales, notamment égyptienne, grecque et romaine. Une centaine de façades sculptées sont répertoriées à Hégra, tandis qu'il en existe près de 400 à Pétra.
Des textes antiques suggèrent que leurs routes caravanières et la provenance de leurs produits étaient considérées comme des secrets commerciaux. L'historien du Ier siècle Diodore de Sicile décrit leur peuple comme une tribu forte d'environ 10 000 guerriers, dominante parmi les tribus nomades d'Arabie. Ils ne pratiquaient pas l'agriculture, ne vivaient pas dans des habitations fixes et ne consommaient pas de vin, mais pratiquaient le pastoralisme. Les denrées transportées étaient principalement l'encens, la myrrhe et les épices provenant de l' « Arabie heureuse », l'actuel Yémen. Ils commerçaient avec plusieurs ports méditerranéens et avec l'Égypte, notamment pour le bitume issu de la mer Rouge.
L'aridité du pays était sa meilleure protection contre les invasions. Un système sophistiqué de bassins collecteurs d'eau creusés dans la pierre ou l'argile était l'une de leurs plus ingénieuses réalisations.
Les principaux dieux vénérés à Pétra étaient Dusarès et Uzza. Des pierres sacrées appelées bétyles signalent les wadis, les aménagements hydrauliques (bassins), les carrefours, les gorges et les sommets importants.

## Langue

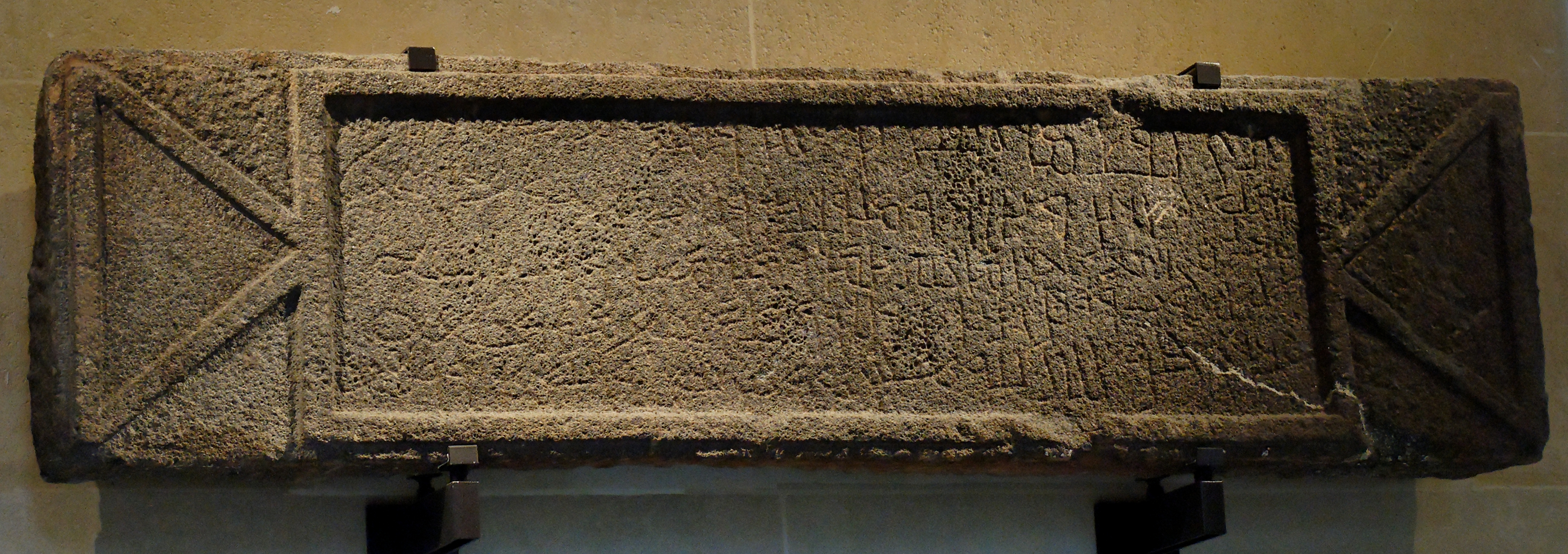
Inscription nabatéenne (Louvre).

La langue nabatéenne est connue grâce à de nombreuses inscriptions, qui se multiplient à partir du VIe siècle av. J.-C. Le nabatéen est une variante nord-arabique de la langue araméenne, très parlée au Moyen-Orient et dont l'usage décroît après la fin de l'Empire perse achéménide (en 330 av. J.-C.). L'alphabet nabatéen, attesté dès le IIe siècle av. J.-C., dérive lui-même de l'alphabet araméen. Sa dernière trace écrite remonte à l'an 356 à Madâin Sâlih (Hégra). Mais il évolue ensuite pour donner au IVe siècle l'alphabet arabe, ce qui explique les similitudes constatées entre les deux.
Le nabatéen n’a pas disparu brutalement. Des recherches menées dans la péninsule Arabique depuis le début des années 2000 ont ainsi révélé l’existence d’une nouvelle catégorie de textes, appelés « nabatéo-arabes » car ils sont écrits dans des caractères transitoires entre le nabatéen et l’arabe. Ils sont datés entre la fin du IIIe et le Ve siècle apr. J.-C. On en connaît environ 170, provenant majoritairement du Hijâz, dans le nord-ouest de l’Arabie, qui est donc certainement un des foyers de naissance de l’écriture arabe .

## Société

### Les femmes dans la société nabatéenne

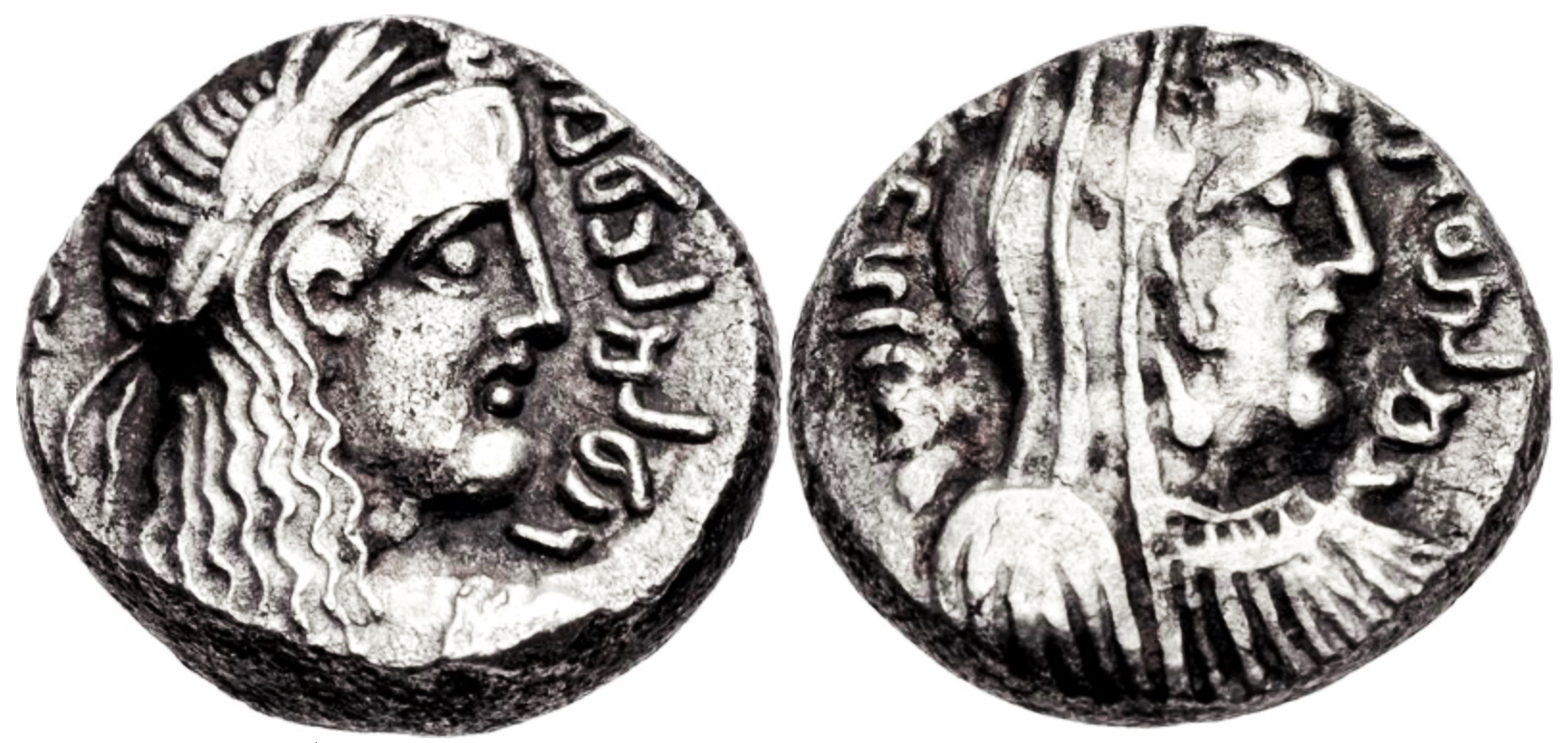
Drachme d'argent figurant Rabbel II et son épouse Gamila.

Les femmes bénéficiaient d'un statut favorable dans la société nabatéenne. Les inscriptions funéraires attestent un droit à la propriété égal pour les hommes et les femmes. Elles pouvaient être propriétaires d'un terrain (un tombeau, un jardin, etc.) et avaient en matière d'héritage les mêmes droits que les hommes. Elles jouaient un grand rôle dans les activités économiques de la cité. 
Plusieurs reines et régentes ont exercé une influence politique de premier plan au Ier siècle avant notre ère. Shaqilat, épouse de Malichos II (40-70 de notre ère), a été la régente du trône nabatéen pendant la minorité de son fils Rabbel II, le dernier roi nabatéen. Les portraits des épouses figurent sur les monnaies en même temps que les portraits des rois. 
Selon l'archéologue Nelson Glueck, les femmes nabatéennes avaient comme les hommes le droit de fréquenter le temple et d'y offrir des sacrifices. 
Des sculptures montrent également des femmes nabatéennes musiciennes.

### «Peu d'esclaves»?
Selon le témoignage du géographe grec Strabon (Ier siècle de notre ère), la société nabatéenne n'était pas particulièrement esclavagiste : « Comme ils [les Nabatéens] ont peu d'esclaves, ils sont servis habituellement par des parents, à charge de revanche bien entendu ; bien souvent il leur arrive aussi de se servir eux-mêmes, et cette nécessité s'étend jusqu'aux rois ».

## Régime politique
Strabon évoque une monarchie qui n'est pas absolue : « Le roi, ici [dans les banquets], est si mêlé à la vie commune que, non content de se servir souvent lui-même, il sert parfois les autres de ses propres mains. Il est parfois aussi tenu de rendre des comptes à son peuple, et voit alors sa conduite soumise à une sorte d'examen public ».

### Rois nabatéens
| Début de règne        | Fin de règne      | Nom du souverain                                                         |  |
| --------------------- | ----------------- | ------------------------------------------------------------------------ |  |
| Inconnu               |                   |                                                                          |  |
| 170 av. J.-C.         | 168 av. J.-C.     | Arétas Ier                                                               |  |
| Inconnu, Rabbel Ier ? |                   |                                                                          |  |
| Vers 120 av. J.-C.    | 96 av. J.-C.      | Arétas II                                                                |  |
| 96 av. J.-C.          | Vers 85 av. J.-C. | Obodas Ier, fils d'Arétas II                                             |  |
| 84 av. J.-C.          | Vers 62 av. J.-C. | Arétas III « Philhellène »                                               |  |
| 62 av. J.-C.          | 58 av. J.-C.      | Obodas II                                                                |  |
| 60 av. J.-C.          | 30 av. J.-C.      | Malichos Ier                                                             |  |
| 30 av. J.-C.          | 9 av. J.-C.       | Obodas III                                                               |  |
| 9 av. J.-C.           | 40                | Arétas IV époux des reines Huldu puis Shaqilat Ire                       |  |
| 40                    | 70                | Malichos II, fils d'Arétas IV et époux de la reine Shaqilat II           |  |
| 70                    | 106               | Rabbel II, fils de Malichos II et époux de la reine Gamilat puis d'Hagru |  |

Source,